# Jerome Froese
Jerome Froese (Berlijn, 24 november 1970) is een Duits bespeler van elektronische toets- en gitaarinstrumenten en treedt daarmee in de voetsporen van zijn vader Edgar Froese, moeder was Monica Froese.
Al op twaalfjarige leeftijd begint Froese gitaar te spelen, maar ook slagwerk heeft zijn belangstelling. Zijn ontwikkeling gaat snel want op 19-jarige leeftijd speelt hij al mee op Lily on the beach, een album van de band Tangerine Dream waarvan zijn vader de leider is. In 1990 als hun album Melrose uitkomt is hij vast lid van de band geworden.
In 2000 begint de solocarrière van Jerome, met een aantal maxisingles onder de naam TDJ Rome; een verbastering van Tangerine Dream Jerome. In 2004 volgt dan een eerste single onder de titel C8 H10 N4 O2 (de chemische formule van cafeïne). Het album dat erbij hoort Neptunes wordt maar uitgesteld en uitgesteld; voordat dat album er is, volgt nog een andere ep. Pas een jaar later verschijnt het album. Jerome is nog te druk bezig met Tangerine Dream.
De samenstelling van Tangerine Dream verschilt van opname tot opname; onzeker is daarom of hij nog deel uitmaakt van de band of niet. Vanaf 2006 speelde hij niet meer in die band. In 2011 startte hij samen met Johannes Schmoelling en Robert Waters de band Loom, voor wat muziek terug naar Tangerine Dream.

## Discografie

### Albums
- Neptunes (2005)
- Shiver Me Timbers (2007)
- Nightshade family (2011)
- Far side of the face (2012)
- Beginn (2018)

### Singles
- C8 H10 N4 O2 (2004)
- Radio Pluto (ep) (2005)
- Precooked Munchies (ep) (2007)
- The Speed of Snow (ep) (2009)
- Preventive Medicine (2010)
- Einzelkind (ep) (2011)
- Shebang (ep) (2014)

### TDJ Rome
Allen maxisingles:
- Serenely Confident / Vivid Scarlet Hue (2000)
- Freeze Framez / Ground Clearance (2000)
- Vermond Curry / Babe Soda (2001)

Deze werden later op cd gezet onder de titel Unpleasant Poems: A Compilation (2004) aangevuld met twee composities van  Ulrich Schnauss